# Tgif
Tgif je interaktivní dvoudimenzionální grafický editor pro X11 a tedy pro většinu UN*Xů. Je postavený na knihovně Xlib, vyvíjený od roku 1990 a k disposici pod licencí QPL (jedná se tedy o svobodný software). 
Zajímavostí je formát ukládání obrázků, který má formu čistého textu, v kterém jsou instrukce v jazyce Prolog.
Program je poměrně starý a z dávné historie si nese některá omezení, například nepodporuje Unicode, neumí Bézierovy křivky (pouze spliny) interaktivně je nabízen pouze výběr písem a barev předdefinovaných v konfiguračním souboru.